# Robert Sears
Robert Wilson Sears (* 30. November 1884 in Portland; † 9. Januar 1979 in Atlanta) war ein US-amerikanischer Fechter, Pentathlet und Offizier der US Army.

## Leben
Robert Sears nahm an den Olympischen Spielen 1920 in Antwerpen teil, bei denen er mit der Florett-Mannschaft den dritten Platz belegte. Mit Henry Breckinridge, Harold Rayner, Arthur Lyon und Francis Honeycutt erhielt er somit die Bronzemedaille. Mit der Degen-Equipe wurde er Sechster. Darüber hinaus startete er im Modernen Fünfkampf und schloss den Wettbewerb auf dem siebten Rang ab.
Sears war Absolvent der United States Military Academy und verbrachte den Großteil seiner Militärkarriere beim Ordnance Corps. Während des Zweiten Weltkriegs befehligte er, bereits im Alter von 60 Jahren, ein Regiment der 35th Infantry Division und kämpfte mit diesem vor allem in Frankreich. 1946 ging er im Rang eines Colonels in den Ruhestand.